# 534 v. Chr.
Portal Geschichte | Portal Biografien | Aktuelle Ereignisse | Jahreskalender | Tagesartikel

◄ |
7. Jahrhundert v. Chr. |
6. Jahrhundert v. Chr. |
5. Jahrhundert v. Chr. |
►

◄ | 550er v. Chr. | 540er v. Chr. | 530er v. Chr. | 520er v. Chr. |
510er v. Chr. |
►

◄◄ | ◄ | 537 v. Chr. | 536 v. Chr. | 535 v. Chr. | 534 v. Chr. |
533 v. Chr. |
532 v. Chr. |
531 v. Chr. |
► |
►►

## Ereignisse

### Politik und Weltgeschehen
Der Legende gemäß wird Lucius Tarquinius Superbus siebenter König von Rom, nachdem Tullia, Tarquinius’ Geliebte und Tochter des sechsten Königs Servius Tullius, ihren Vater hat ermorden lassen. Tarquinius, Enkel des fünften römischen Königs Lucius Tarquinius Priscus, schaltet im Anschluss seine innenpolitischen Gegner sowie alle potenziellen Rächer für den Mord an Tullius in Rom systematisch aus und macht politische Reformen seines Vorgängers rückgängig. Tarquinius gehört zu den drei etruskischen Königen in Rom, deren Geschichtlichkeit von manchen Althistorikern angezweifelt, von der Etruskologie aber zumindest im Kern überwiegend akzeptiert wird.

### Kultur und Sport
Erstmals gibt es nachweislich Wettkämpfe zwischen Tragödiendichtern bei den Dionysien. Der Dichter Thespis führt hierbei die erste Tragödie auf, indem er dem singenden und tanzenden Chor des bereits im 7. Jahrhundert v. Chr. entstandenen Dithyrambos erstmals einen einzelnen Schauspieler gegenüberstellt.

## Gestorben
- um 534 v. Chr.: Servius Tullius, legendärer sechster König von Rom